# Natasha Wodak
Natasha Wodak (geschiedene Fraser; * 17. Dezember 1981 in Surrey) ist eine kanadische Langstreckenläuferin.

## Sportliche Laufbahn
Erste internationale Erfahrungen sammelte Natasha Wodak bei den Crosslauf-Weltmeisterschaften in Bydgoszcz, bei denen sie in 25:30 min auf den 24. Platz gelangte. Zudem wurde sie bei den Spielen der Frankophonie in Nizza in 33:31,02 min Vierte im 10.000-Meter-Lauf. Zwei Jahre später wurde sie bei den Crosslauf-Weltmeisterschaften 2015 in Guiyang 27. und belegte bei den Panamerikanischen Spielen in Toronto in 33:20,14 min den siebten Platz über 10.000 Meter. Sie qualifizierte sich zudem erstmals für die Weltmeisterschaften in Peking, bei denen sie sich mit 32:59,20 min auf Rang 23 einlief. Im Jahr darauf erfolgte die Teilnahme an den Olympischen Spielen in Rio de Janeiro, bei denen sie sich mit 31:53,14 min auf dem 22. Platz klassierte. 2017 wurde sie bei den Weltmeisterschaften in London in 31:55,47 min 16. 2018 nahm sie erstmals an den Commonwealth Games im australischen Gold Coast teil und erreichte in 31:50,18 min den fünten Rang. Bei den Crosslauf-Weltmeisterschaften 2019 in Aarhus erreichte sie nach 39:42 min Rang 43 und siegte anschließend bei den Panamerikanischen Spielen in Lima über 10.000 Meter in 31:55,77 min und qualifizierte sich damit für die Weltmeisterschaften in Doha, bei denen sie in 32:31,19 min den 17. Platz belegte. 2020 siegte sie in 1:10:02 h beim Fierce Half Marathon und im Jahr darauf gelangte sie beim Marathon der Olympischen Sommerspiele, der abweichend in Sapporo stattfand, nach 2:31:41 h auf Rang 13.
2023 gelangte sie bei den Weltmeisterschaften in Budapest nach 2:30:09 h auf den 15. Platz im Marathonlauf.
2013 wurde Wodak Kanadische Meisterin im 10.000-Meter-Lauf. Sie absolvierte ein Studium an der Simon Fraser University in Burnaby.

## Persönliche Bestzeiten
- 10.000 Meter: 31:41,59 min, 2. Mai 2015 in Palo Alto
- Halbmarathon: 1:09:41 h, 19. Januar 2020 in Houston
- Marathon: 2:23:12 h, 25. September 2022 in Berlin (kanadischer Rekord)